# Grand Prix Rakouska 1979
Grand Prix Rakouska 1979 (oficiálně XVII Großer Preis von Österreich) se jela na okruhu Österreichring ve Spielbergu v Rakousku dne 12. srpna 1979. Závod byl jedenáctým v pořadí v sezóně 1979 šampionátu Formule 1.

## Závod
| Poř.   | No. | Jezdec                | Konstruktér        | Počet kol | Čas/Odstoupení | Pořadí na startu | Body |
| ------ | --- | --------------------- | ------------------ | --------- | -------------- | ---------------- | ---- |
| 1      | 27  | Alan Jones            | Williams-Ford      | 54        | 1:27:38.01     | 2                | 9    |
| 2      | 12  | Gilles Villeneuve     | Ferrari            | 54        | +36.05         | 5                | 6    |
| 3      | 26  | Jacques Laffite       | Ligier-Ford        | 54        | +46.77         | 8                | 4    |
| 4      | 11  | Jody Scheckter        | Ferrari            | 54        | +47.21         | 9                | 3    |
| 5      | 28  | Clay Regazzoni        | Williams-Ford      | 54        | +48.92         | 6                | 2    |
| 6      | 16  | René Arnoux           | Renault            | 53        | +1 kolo        | 1                | 1    |
| 7      | 3   | Didier Pironi         | Tyrrell-Ford       | 53        | +1 kolo        | 10               |      |
| 8      | 4   | Derek Daly            | Tyrrell-Ford       | 53        | +1 kolo        | 11               |      |
| 9      | 7   | John Watson           | McLaren-Ford       | 53        | +1 kolo        | 16               |      |
| 10     | 8   | Patrick Tambay        | McLaren-Ford       | 53        | +1 kolo        | 14               |      |
| Ret    | 5   | Niki Lauda            | Brabham-Alfa Romeo | 45        | Motor          | 4                |      |
| Ret    | 22  | Patrick Gaillard      | Ensign-Ford        | 42        | Zavěšení       | 24               |      |
| Ret    | 29  | Riccardo Patrese      | Arrows-Ford        | 34        | Zavěšení       | 13               |      |
| Ret    | 18  | Elio de Angelis       | Shadow-Ford        | 34        | Motor          | 22               |      |
| Ret    | 6   | Nelson Piquet         | Brabham-Alfa Romeo | 32        | Motor          | 7                |      |
| Ret    | 9   | Hans-Joachim Stuck    | ATS-Ford           | 28        | Motor          | 18               |      |
| Ret    | 25  | Jacky Ickx            | Ligier-Ford        | 26        | Motor          | 21               |      |
| Ret    | 2   | Carlos Reutemann      | Lotus-Ford         | 22        | Zacházení      | 17               |      |
| Ret    | 15  | Jean-Pierre Jabouille | Renault            | 16        | Převodovka     | 3                |      |
| Ret    | 20  | Keke Rosberg          | Wolf-Ford          | 15        | Elektronika    | 19               |      |
| Ret    | 14  | Emerson Fittipaldi    | Fittipaldi-Ford    | 15        | Brzdy          | 12               |      |
| Ret    | 17  | Jan Lammers           | Shadow-Ford        | 3         | Nehoda         | 23               |      |
| Ret    | 30  | Jochen Mass           | Arrows-Ford        | 1         | Motor          | 20               |      |
| Ret    | 1   | Mario Andretti        | Lotus-Ford         | 0         | Spojka         | 15               |      |
| DNQ    | 31  | Héctor Rebaque        | Lotus-Ford         |           |                |                  |      |
| DNQ    | 24  | Arturo Merzario       | Merzario-Ford      |           |                |                  |      |
| Zdroj: |     |                       |                    |           |                |                  |      |

## Průběžné pořadí po závodě
Pohár jezdců
| Pořadí | Jezdec            | Body    |
| ------ | ----------------- | ------- |
| 1      | Jody Scheckter    | 38 (42) |
| 2      | Gilles Villeneuve | 32      |
| 3      | Jacques Laffite   | 32      |
| 4      | Alan Jones        | 25      |
| 5      | Clay Regazzoni    | 24      |
| Zdroj: |                   |         |

Pohár konstruktérů
| Pořadí | Konstruktér   | Body |
| ------ | ------------- | ---- |
| 1      | Ferrari       | 74   |
| 2      | Ligier-Ford   | 55   |
| 3      | Williams-Ford | 49   |
| 4      | Lotus-Ford    | 37   |
| 5      | Tyrrell-Ford  | 21   |
| Zdroj: |               |      |